# Alma und Smilla Löhr
Alma und Smilla Löhr (* 2013) sind zwei deutsche Kinderdarstellerinnen. Die zweieiigen Zwillinge standen u. a. für den Michael-Herbig-Film 1000 Zeilen vor der Kamera.
Beide leben in Berlin.

## Filmografie
- 2017: Ku’damm 59 | Regie: Sven Bohse | UFA Fiction
- 2018: Lindenberg! Mach dein Ding | Regie: Hermine Huntgeburth | Letterbox Filmproduktion & Seven Pictures Film & Amalia Film
- 2019: Die Toten von Marnow | Regie: Andreas Herzog | Polyphon
- 2019: 9 Tage wach | Regie: Damian John Harper | Gaumont
- 2020: Ku’damm 63 | Regie: Sabine Bernardi | UFA Fiction
- 2021: Jerks (Staffel 4) | Regie: Christian Ulmen| Pyjama Pictures
- 2021: Tatort Niedersachsen – Alles kommt zurück | Regie: Detlev Buck | Nordfilm
- 2021: 1000 Zeilen | Regie: Michael Bully Herbig | UFA Fiction